# Barrage d'Alibey
Le barrage d'Alibey (en turc Alibey barajı) est un barrage de Turquie. Il sert à l'alimentation en eau potable de l'agglomération d'İstanbul. Sa position au-dessus de certains quartiers de la ville ne manque pas d'inquiéter en cas de rupture du barrage au cours d'un tremblement de terre. La rivière Alibey Deresi débouche au fond de la corne d'Or. Le lac est traversé par l'aqueduc de Mağlova (Mağlova Kemeri) qui enjambait la rivière. Cet aqueduc est un de ceux que l'architecte Sinan a construit pour l'alimentation en eau de la ville au milieu du XVIe siècle.

## Sources
- (en) www.dsi.gov.tr/tricold/alibey.htm Site de l'agence gouvernementale turque des travaux hydrauliques